# 上大屋町
上大屋町（かみおおやまち）は、群馬県前橋市の地名。旧勢多郡大胡町大字上大屋にあたる地名である。郵便番号は371-0222。面積は0.98km2(2013年現在)。

## 地理
赤城山の南麓に位置し、千貫沼がある。
- 河川：神沢川
- 湖沼：千貫沼

## 歴史
江戸時代頃からある地名である。はじめは大胡藩領、元和4年に前橋藩領、明和5年に幕府領、安永7年に前橋藩領、天保14年に旗本倉橋氏領、明治維新後に前橋藩管下となる。

### 年表
- 1889年 市町村制が施行され、1町7村が合併し、群馬県南勢多郡大胡村大字上大屋となる。
- 1896年 郡統合（東群馬郡と南勢多郡の統合）により勢多郡に所属し勢多郡大胡村大字上大屋となる。
- 1899年 大胡村が町制施行し大胡町が成立し勢多郡大胡町大字上大屋となる。
- 2004年 平成の大合併で大胡町は、宮城村、粕川村とともに、前橋市に合併し、群馬県前橋市上大屋町となる

## 世帯数と人口
2017年（平成29年）8月31日現在の世帯数と人口は以下の通りである。
| 町丁     | 世帯数  | 人口    |
| -------- | ------- | ------- |
| 上大屋町 | 450世帯 | 1,111人 |

## 小・中学校の学区
市立小・中学校に通う場合、学区は以下の通りとなる。
| 番地 | 小学校               | 中学校             |
| ---- | -------------------- | ------------------ |
| 全域 | 前橋市立大胡東小学校 | 前橋市立大胡中学校 |

## 交通

### 鉄道
町内に鉄道駅はなく、近隣の茂木町に上毛電気鉄道大胡駅がある。

### バス
赤城タクシーが運行を行っているデマンドバス方式のふるさとバスがある。

### 道路
国道はなく、県道の群馬県道3号前橋大間々桐生線が町の北部を、群馬県道74号伊勢崎大胡線が町の西部を通過。

## 施設
- 赤城少年院

## 避難所
当町が避難対象区域となった場合、近隣の河原浜町にある前橋市立大胡東小学校に避難する。